# Hajdúnánás
Hajdúnánás es una ciudad (en húngaro: "város") situada en el condado de Hajdú-Bihar, en la región de la Gran Llanura Septentrional (Észak-Alföld), en el este de Hungría. El municipio tiene una superficie de 259,62 km² y cuenta con una población de 17 498 habitantes, según el censo de 2009.

## Ciudades hermanadas
La ciudad de Hajdúnánás está hermanada con las siguientes localidades:
- Ustroń, Polonia
- Valea lui Mihai, Rumanía
- Piešťany, Eslovaquia